# Selenobrachys
Selenobrachys is een geslacht van spinnen uit de familie vogelspinnen (Theraphosidae).

## Soorten
De volgende soorten zijn bij het geslacht ingedeeld:
- Selenobrachys philippinus Schmidt, 1999